# Archichancelier
L’archichancelier est un titre décerné à partir de la fin du Haut Moyen Âge au chef de l'administration du royaume de Germanie puis du Saint Empire romain. Le titre est ensuite scindé pour être réparti entre les trois royaumes constituants de l'Empire : Germanie, Italie et royaume de Bourgogne. Il est attaché aux fonctions de hauts dignitaires ecclésiastiques et principalement de l'archevêque de Mayence, archichancelier de Germanie. En 1804, Napoléon instaure un titre d'archichancelier de l'Empire français. 

## Saint-Empire
L’archichancelier (en allemand : Erzkanzler), pour le Saint-Empire romain, est le successeur du chancelier des cours carolingiennes :  un officiel royal dont la fonction est celle d'un chancelier, donc de rédiger les actes du roi et d'y apposer le sceau pour prouver leur authenticité. Le titre de « chancelier suprême du palais sacré » (« summus sacri Palatii cancellarius ») apparaît pour la première fois en 820. Avec le déclin des Carolingiens, la direction de la chancellerie est confiée soit un prélat comme l'archevêque de Lyon qui avait sacré Boson comme roi de Provence, soit à un archichapelain royal : en Germanie, les charges de chapelain et de chancelier tendent à se confondre au bénéfice des archevêques de Mayence, Trèves et Salzbourg. Il en est de même en Italie sous Béranger qui confie le poste d'archichancelier successivement à quatre évêques. Dans le royaume de Francie occidentale, le titre d'archichancelier, à partir de 909, est généralement attribué à l'archevêque de Reims mais il devient peu à peu purement honorifique et est abandonné après 1067.
Sous la dynastie saxonne des Ottoniens, à la fin du Xe siècle, les rois de Francie orientale entendent réunir sous une même autorité les trois royaumes de Germanie, d'Italie et de Bourgogne. Le poste d'archichancelier était réservé aux trois princes-électeurs ecclésiastiques ; une importance particulière a été accordée à l'archichancelier de Germanie.
Déjà au Xe siècle, le rôle d’archichancelier était lié à l’archidiocèse de Mayence. Vers 965, l’archevêque Guillaume, fils de l'empereur Otton Ier, reçoit de son père le titre d'archi-chapelain de l'Empire. Dans les faits, la fonction ne se formalise véritablement qu'avec l'évêque Willigis († 1011) : désormais, cette fonction va échoir presque systématiquement aux archevêques de Mayence, qui président le collège des princes-électeurs pour l'élection du nouveau roi des Romains à Francfort-sur-le-Main. Il dirigeait également les délibérations relatives à la capitulation électorale et oignit le nouveau roi.
En tant que tête de la chancellerie impériale, l'archichancelier est, au plan protocolaire, le premier conseiller de la Diète d'Empire. Au début des temps modernes, il exerce le contrôle des archives de cette assemblée et détient une position particulière au sein du Conseil aulique et de la Chambre impériale de justice.

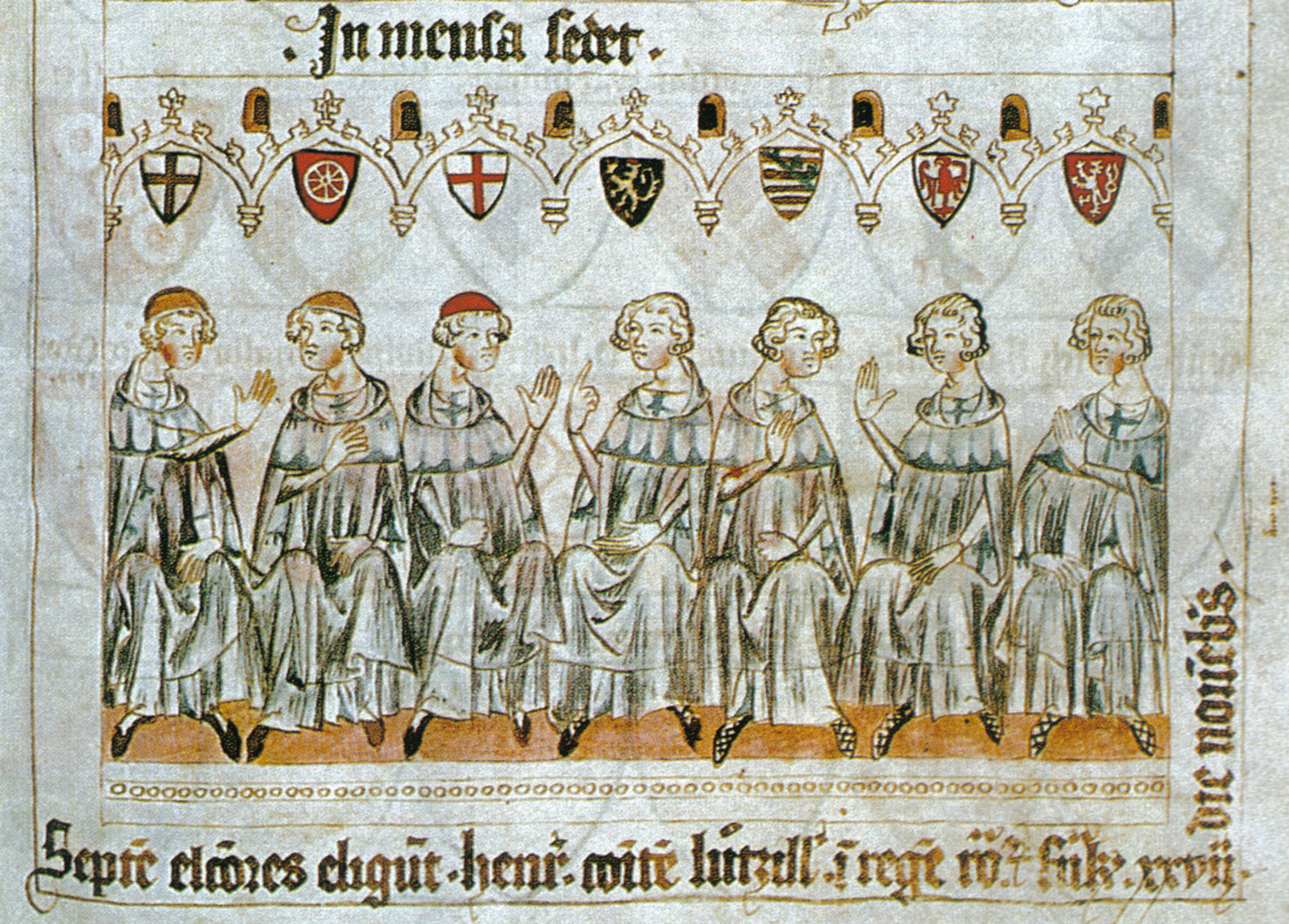
La désignation du roi Henri VII en 1308 : les trois archevêques électeurs Henri II de Cologne, Pierre de Mayence et Badouin de Trèves à gauche.

Le titre d'archichancelier de l'Empire (Reichserzkanzler) était reservée aux trois princes-électeurs ecclésiastiques désignés par la Bulle d'or de l'empereur Charles IV en 1356 :
- le prince-archevêque de Mayence, archichancelier pour la Germanie (Archicancellarius per Germaniam) ;
- le prince-archevêque de Cologne, archichancelier pour l'Italie  (Archicancellarius per Italiam) ;
- le prince-archevêque de Trèves, archichancelier pour la Bourgogne (Archicancellarius per Galliam).

Jusqu'au XIIe siècle, certains empereurs tentent de donner un pouvoir effectif à la chancellerie impériale dans leur royaume de Bourgogne, notamment Conrad III de Hohenstaufen (1093-1152) et son neveu l'empereur Frédéric Barberousse (1122-1190) qui tentent de restaurer une suzeraineté que leur éloignement affaiblit, en s'appuyant sur les princes ecclésiastiques en lutte perpétuelle contre les seigneurs laïcs. Conrad III inféode en 1144 à l'archevêque d'Arles les quelques châteaux qui lui restent ; les archevêques d'Arles deviennent les représentants des empereurs en Provence alors que l'archevêque de Vienne devient archichancelier du royaume de Bourgogne et d'Arles.

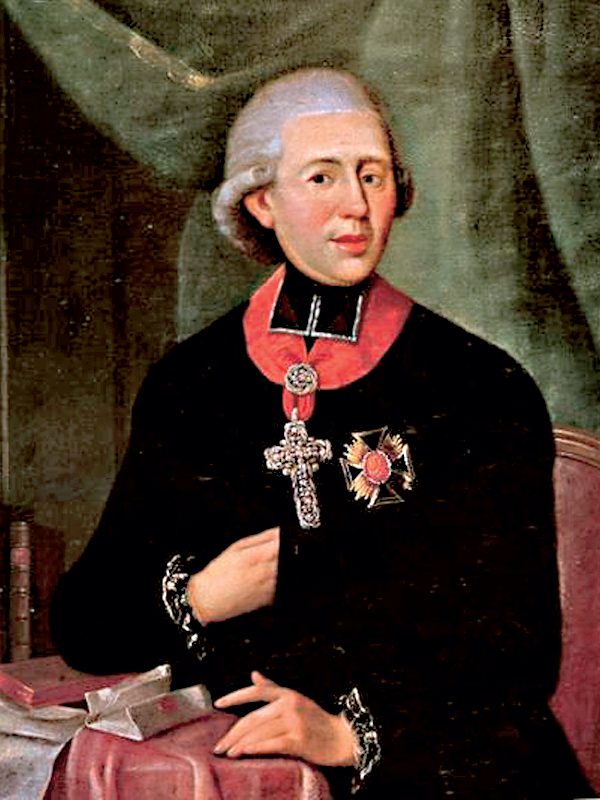
Charles-Théodore de Dalberg, dernier archichancelier du Saint-Empire.

À l'époque moderne, les archichanceliers pour l'Italie et la Bourgogne n'ont plus qu'un titre honorifique alors que l'archichancelier pour la Germanie est une personnalité politique puissante considérée comme l'auxiliaire du souverains du Saint-Empire. Il est notamment chargé de convoquer la réunion électorale destinée à désigner un nouveau roi des Romains et agit en qualité de régent impérial pour la durée de l'interrègne. La chancellerie rédige tous les actes de l'empereur et l'archevêque de Mayence préside les assemblées de la Diète perpétuelle d'Empire à partir de 1663. Il dirige le bureau de correspondance impériale et, à partir de 1615, il est aussi le grand maître de la poste impériale avant que cette charge ne soit concédée à titre héréditaire à la maison de Tour et Taxis. En 1729, à la mort du prince-archevêque Lothar Franz von Schönborn, une querelle s'éleva pour savoir si les fonctions d'archichancelier devaient être exercées par le chapitre de Mayence ou par l'électeur de Saxe en tant que grand maréchal de l'Empire mais elle ne put être résolue jusqu'à l'intronisation d'un nouvel archevêque.
Après le traité de Lunéville de 1801 qui abolit la principauté ecclésiastique de Mayence, le dernier archichancelier de Germanie, le prince-archevêque Charles-Théodore de Dalberg, est nommé évêque de Ratisbonne. L'article 25 du recès d'Empire de 1803 transfère sur cet évêché les titres d'archichancelier et de primat de Germanie. En 1806, lors de l'abolition du Saint-Empire, Dalberg devient prince-primat de la confédération du Rhin sous la tutelle de Napoléon.

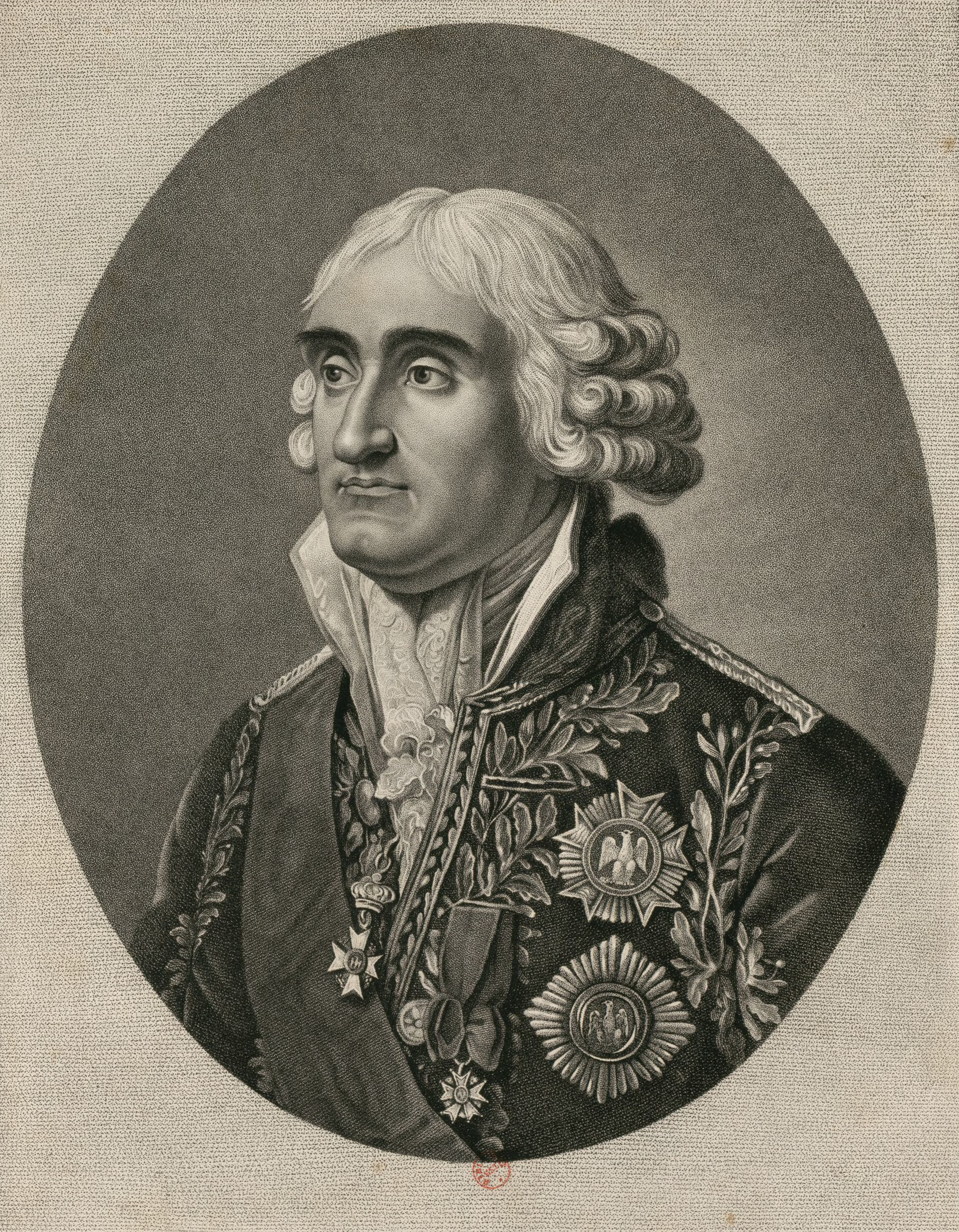
Jean-Jacques-Régis de Cambacérès, archichancelier de l'Empire français. Gravure de Louis-Léopold Boilly, XIX.

## Empire français
Le sénatus-consulte organique du 28 floréal an XII (18 mai 1804) qui transforme la République française en Premier Empire instaure, par le titre V, six grandes dignités de l’Empire dont les titulaires sont nommés à vie par Napoléon, empereur des Français. Le titre d'archichancelier est attribué au juriste Jean-Jacques-Régis de Cambacérès, troisième des hauts dignitaires après le grand électeur (Joseph Bonaparte) et le connétable (Louis Bonaparte). Cambacérès bénéficie d'une substantielle augmentation d'appointements puisqu'il passe de 14 000 francs comme deuxième consul à 333 333 francs comme archichancelier. Ses attributions, assez vagues, comprennent la présentation des lois et sénatus-consultes et les relations entre l'empereur et le sénat. Il figure, avec les autres dignitaires du nouveau régime, au sacre de Napoléon le 11 frimaire an XIII (2 décembre 1804).